# Acrapex apicestriata
Acrapex apicestriata là một loài bướm đêm trong họ Noctuidae.